# ジェレミー・バレット
ジェレミー・バレット（英語: Jeremy Barrett, 1984年4月10日 - ）は、アメリカ合衆国出身の男性元フィギュアスケート選手（ペア）。パートナーはケイディー・デニーなど。
2010年バンクーバーオリンピックアメリカ代表。2010年全米フィギュアスケート選手権優勝。

## 来歴
1984年アメリカ合衆国フロリダ州サラソータ生まれ。8歳でスケートを始める。
ペア競技では最初に妹のショーンマリーと組み2001年まで国内大会に出場していた。
2001年に8歳年下のシャンタル・ジョーダンとペアを結成し2004年全米選手権ジュニアクラスで優勝するまでになったが、国際大会にはそれぞれの年齢制限によりジュニアクラスにもシニアクラスにも出場できなかった。2005年のフランス選手権にオープン参加し1位の記録を残したものの全米選手権シニアクラスでは上位に入ることができず2006年にペアを解散した。
バレットが22歳の2006年に当時13歳のケイディー・デニーと組んだが選手権には出場することなく、デニー15歳で再結成した2008年にアメリカ国内の地域選手権から全米選手権2位まで駆け上がり、世界選手権出場も果たした。
2011年、引退を発表。引退後はコーチとして活動をしており、イギリスのペア、ステイシー・ケンプ/デヴィッド・キング組を指導。

## 主な戦績
- 2008シーズンまではシャンタル・ジョーダンとのペア
- 2008シーズンからはケイディー・デニーとのペア

| 大会/年            | 2002-03 | 2003-04 | 2004-05 | 2005-06 | 2008-09 | 2009-10 | 2010-11 |
| ------------------ | ------- | ------- | ------- | ------- | ------- | ------- | ------- |
| 冬季オリンピック   |         |         |         |         |         | 13      |         |
| 世界選手権         |         |         |         |         | 9       | 7       |         |
| 四大陸選手権       |         |         |         |         | 6       |         |         |
| 全米選手権         | 9 J     | 1 J     | 10      | 11      | 2       | 1       | 3       |
| フランス選手権     |         |         | 1       |         |         |         |         |
| 世界国別対抗戦     |         |         |         |         | T1 / P4 |         |         |
| GPスケートアメリカ |         |         |         |         |         |         | 4       |
| GPNHK杯            |         |         |         |         |         | 4       | 5       |
| GPスケートカナダ   |         |         |         |         |         | 5       |         |
| ネーベルホルン杯   |         |         |         |         | 4       |         |         |

- J = ジュニアクラス

### 詳細
| 2010-2011 シーズン    |                                                        |         |          |          |
| 開催日                | 大会名                                                 | SP      | FS       | 結果     |
| 2011年1月23日 - 30日  | 全米フィギュアスケート選手権（グリーンズボロ）         | 4 57.79 | 3 117.70 | 3 175.49 |
| 2010年11月12日 - 14日 | ISUグランプリシリーズ スケートアメリカ（ポートランド） | 3 58.49 | 4 107.93 | 4 166.42 |
| 2010年10月22日 - 24日 | ISUグランプリシリーズ NHK杯（名古屋）                  | 4 55.03 | 7 97.35  | 5 152.38 |

| 2009-2010 シーズン    |                                                    |          |           |           |
| 開催日                | 大会名                                             | SP       | FS        | 結果      |
| 2010年3月23日 - 24日  | 2010年世界フィギュアスケート選手権（トリノ）       | 6 60.52  | 8 111.95  | 7 172.47  |
| 2010年2月14日 - 15日  | バンクーバーオリンピック（バンクーバー）           | 14 53.26 | 12 105.07 | 13 158.33 |
| 2010年1月15日 - 16日  | 全米フィギュアスケート選手権（スポケーン）         | 1 63.01  | 1 127.29  | 1 190.3   |
| 2009年11月20日 - 21日 | ISUグランプリシリーズ スケートカナダ（キッチナー） | 5 55.46  | 5 101.63  | 5 157.09  |
| 2009年11月6日 - 7日   | ISUグランプリシリーズ NHK杯（長野）                | 3 55.20  | 5 96.23   | 4 151.43  |

| 2008-2009 シーズン   |                                                      |          |          |          |
| 開催日               | 大会名                                               | SP       | FS       | 結果     |
| 2009年4月17日 - 18日 | 2009年世界フィギュアスケート国別対抗戦（東京）       | 3 56.58  | 4 101.66 | 4 158.24 |
| 2009年3月24日 - 25日 | 2009年世界フィギュアスケート選手権（ロサンゼルス）   | 10 52.74 | 9 104.10 | 9 156.84 |
| 2009年2月4日 - 5日   | 2009年四大陸フィギュアスケート選手権（バンクーバー） | 8 53.60  | 5 108.09 | 6 161.69 |
| 2009年1月18日 - 25日 | 全米フィギュアスケート選手権（クリーブランド）       | 1 61.51  | 2 114.76 | 2 176.27 |
| 2008年9月25日 - 26日 | 2008年ネーベルホルン杯（オーベルストドルフ）         | 4 52.11  | 3 97.44  | 4 149.55 |

| 2005-2006 シーズン  |                                              |          |          |           |
| 開催日              | 大会名                                       | SP       | FS       | 結果      |
| 2006年1月7日 - 15日 | 全米フィギュアスケート選手権（セントルイス） | 15 41.77 | 10 89.29 | 11 131.06 |

## プログラム使用曲
| シーズン  | SP                                                                  | FS                                                                  | EX                                                   |
| --------- | ------------------------------------------------------------------- | ------------------------------------------------------------------- | ---------------------------------------------------- |
| 2010-2011 | 愛のテーマ 映画『今ひとたび』より 作曲：アンジェロ・バダラメンティ  | ラプソディ・イン・ブルー 作曲：ジョージ・ガーシュウィン             | ザ・グレート・ディヴァイド 曲：スコット・スタップ    |
| 2009-2010 | バレエ『火の鳥』より 作曲：イーゴリ・ストラヴィンスキー             | バレエ『シェヘラザード』より 作曲：ニコライ・リムスキー＝コルサコフ | You Can Leave Your Hat On ボーカル：ジョー・コッカー |
| 2008-2009 | パラディオ by サイレント・ニック Summer Haze 演奏：ヴァネッサ・メイ | バレエ『スパルタクス』より 作曲：アラム・ハチャトゥリアン           | Cryin' 曲：エアロスミス                              |